# مدرسة ابن خلدون الوطنية
مدرسة ابن خلدون الوطنية هي مدرسة خاصة مختلطة غير ربحية مدعومة ذاتيا لغوية تقع في مدينة عيسى بمملكة البحرين. تقدم المدرسة برنامجا ثنائي اللغة لتدريس الطلبة من الروضة إلى الصف الثاني عشر.

## التاريخ
افتتحت المدرسة في عام 1983. في البداية كانت تتكون من مستويين لرياض الأطفال والمستويات الأربع الأولى للمرحلة الابتدائية مع إضافة مستوى واحد بشكل سنوي. مع بداية العام الدراسي 1987-1988 كانت المدرسة تتكون من مستويين لرياض الأطفال (8 صفوف) والمستويات الستة للمرحلة الابتدائية (18 صف) ومستويين للمرحلة الإعدادية (3 صفوف). تم الانتهاء من المستوى الثالث الإعدادي بحلول سبتمبر 1988. كانت المجموعة الأولى من الطلاب الخريجين في شهر يونيو 1992.

## الاعتماد
المدرسة تابعة للبكالوريا الدولية منذ سنة 1990 باعتبارها مزود برنامج دبلوم البكالوريا الدولية. خاضت المجموعة الأولى من الطلاب امتحانات شهادة آي بي في مايو 1992. في عام 1994 تلقت المدرسة الاعتماد الكامل من رابطة الولايات الوسطى للكليات والمدارس. أيضا في عام 1994 شاركت في تأسيس جمعية آي بي الشرق الأوسط خلال العام الدراسي 1994-1995.

## المناهج الدراسية
مدرسة ابن خلدون الوطنية تتبع المنهج الأمريكي جنبا إلى جنب مع المنهج البحريني في اللغة العربية والدراسات الإسلامية والدراسات الاجتماعية التي وافقت عليها وزارة التربية والتعليم. كما تقدم خيار البكالوريا الدولية للطلاب.
العام الدراسي يمتد من أول سبتمبر حتى الأسبوع الأخير من شهر يونيو يشمل ما لا يقل عن مائة وثمانين يوما من التعليم على مدى فصلين دراسيين. عادة هناك عطلة الشتاء في ديسمبر وإجازة منتصف العام في فبراير واستراحة قصيرة في منتصف كل فصل دراسي. تغلق المدرسة جميع أيام العطل الرسمية. الأيام التعليمية هي من الأحد إلى الخميس.

## الأحداث الأخيرة
في عام 2007 تخرج 113 طالب من بينهم ابن الملك حمد خالد بن حمد آل خليفة من المدرسة مع تحقيق 47 شهادة البكالوريا الدولية و27 تخرجوا من جمعية الشرف و11 بامتياز وثمانية بامتياز عال وثلاثة من مجلس الطلبة.
أيضا في عام 2007 فاز فريق المدرسة ببرنامج المغامرة التجاري تحدي التداول الاستثماري 2006-2007 وهو برنامج محاكاة المتاجرة بالأسهم.
في عام 2009 فازت المدرسة ببطولة كرة القدم السنوية تحت 19 سنة للبنات في دبي للمرة الأولى.

## أبرز الخريجين
- ناصر بن حمد آل خليفة.
- خالد بن حمد آل خليفة.